# Parvuhowdenius harrisoni
Parvuhowdenius harrisoni är en skalbaggsart som beskrevs av Deschodt och Clarke H. Scholtz 2008. Parvuhowdenius harrisoni ingår i släktet Parvuhowdenius och familjen bladhorningar. Inga underarter finns listade i Catalogue of Life.